# Marmi colorati antichi

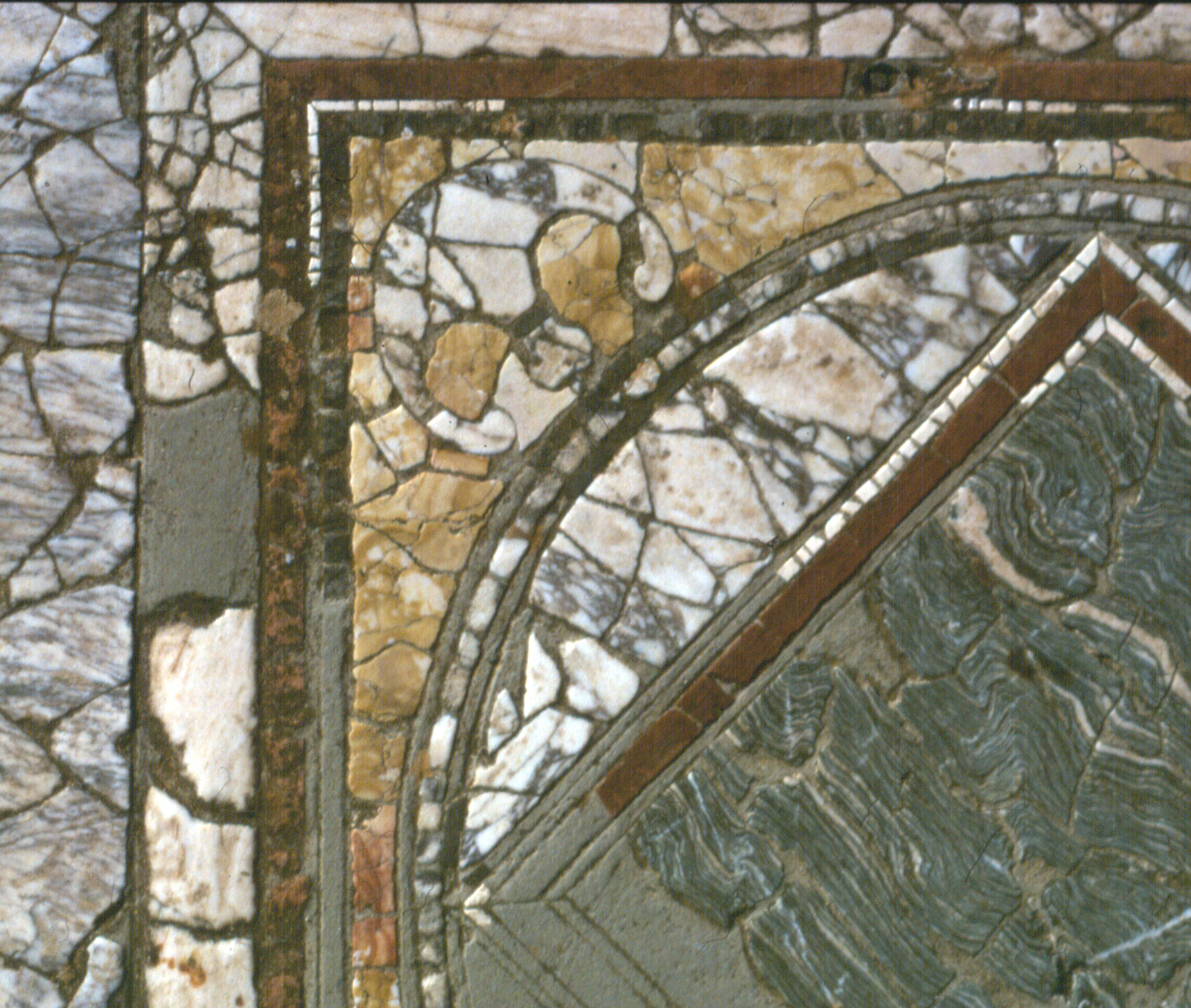
Marmi colorati nella pavimentazione dell'insula di Giasone Magno a Cirene (Libia)

Elenco delle varietà (litotipi) di marmi (intesi come pietre lucidabili) utilizzati nell'antichità e in particolare durante l'impero romano.

## Marmi egiziani
- Basanite o "pietra bekhen" (lapis basanites). Esiste in due varianti: una siltite (a grana fine) e una grovacca (a grana leggermente più grossolana): entrambe sono di origine metamorfica, di colore scuro uniforme (dal grigio scuro al grigio-verde)[chiarire: la basanite è una roccia effusiva, la siltite e la grovacca sono rocce sedimentarie terrigene] . Le cave sono sulle pareti rocciose sui due lati del Uadi Hammamat, nel deserto orientale egiziano.
- Granito del Foro (marmor claudianum)[2]. Si tratta di una gneiss tonalitica, di origine metamorfica. Le cave, molto ampie, si trovano sul Gebel Fatira (Mons Claudianus), nel deserto orientale egiziano. Una variante con grana più fine proviene da luoghi estrattivi siti a poca distanza (Uadi Umm Huyut). Prende il nome dai numerosi fusti di colonna utilizzati nel Foro di Traiano a Roma.
- Granito rosso o sienite o "granito di Assuan" (lapis thebaicus, lapis pyrrhopoecilus).[3] Si tratta di un granito di origine magmatica. Le cave si trovano a Shellal, a nord di Assuan (antica Siene), nell'Alto Egitto.

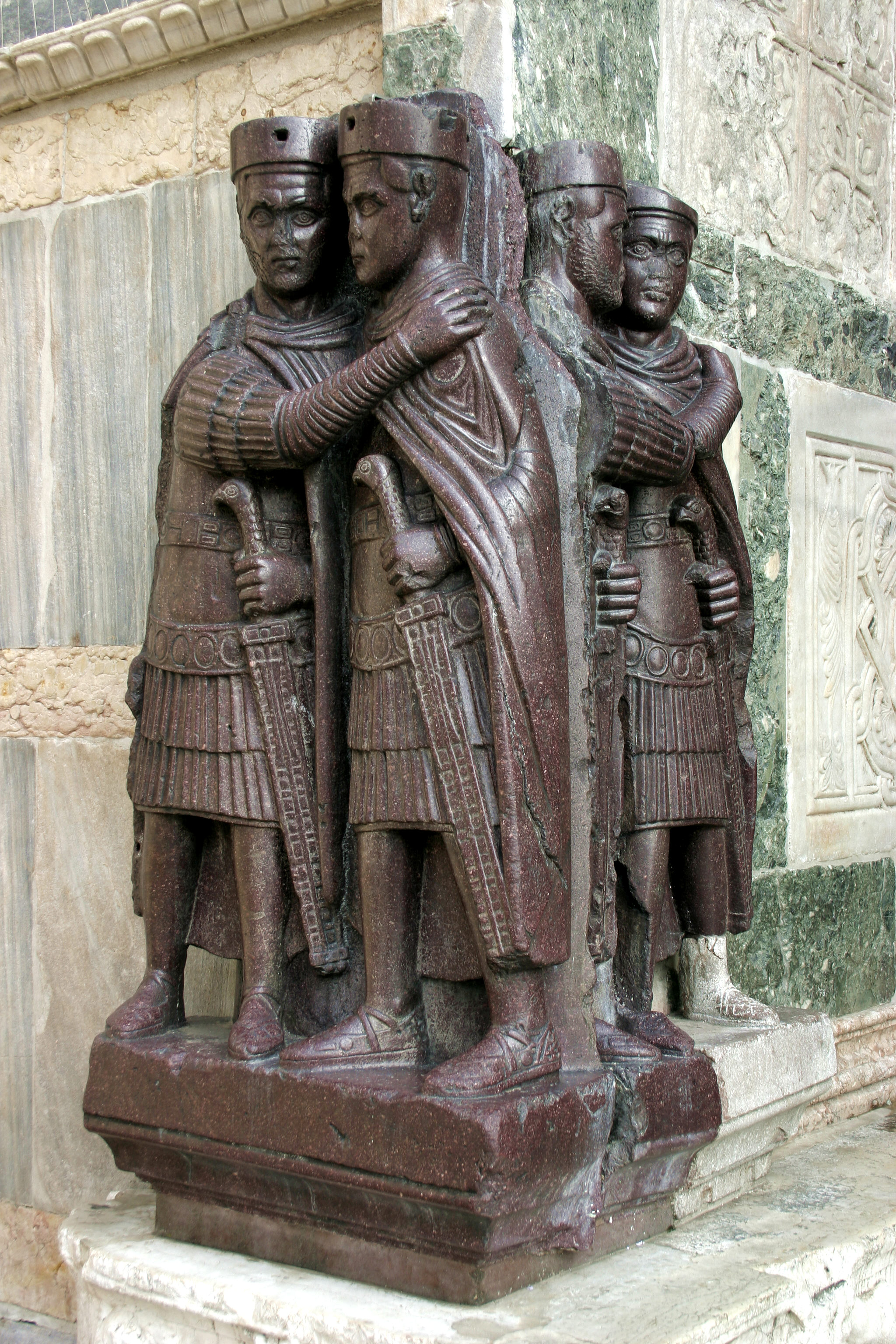
Statue dei Tetrarchi in porfido rosso antico, presso la Basilica di San Marco a Venezia

- Porfido rosso, o "porfido rosso antico" (lapis porphyrites). Si tratta di una roccia andesitica, con presenza di ematite e piemontite, di origine magmatica. Le cave si trovano sul Gebel Dokhan (nome antico: Mons Porphyrites o Mons Igneus), un massiccio montuoso situato ad ovest di Hurghada, nel deserto orientale egiziano.
- Alabastro cotognino o "alabastro egiziano" (lapis alabastrites)[4]. Si tratta di un alabastro calcareo di origine sedimentaria. Abbondante e ampiamente diffuso già in epoca pre-romana, se ne conoscono nove siti di estrazione, soprattutto presso la città di Hatnub. Si presenta in una variante bianco lattea opaca, a grana fine, e in una che varia dal beigegiallastro al bruno, a grana variabile e di aspetto fibroso, spesso stratificate in livelli di vario spessore.
- Breccia corallina ombrata o "breccia gialla e rossa egiziana" (forse knekites lithos). Si tratta di una breccia calcarea, con clasti di colore bianco giallastro immersi in un cemento rossastro per la presenza di ematite. Utilizzata nell'Egitto predinastico e rara in epoca romana. Non si conoscono le cave di estrazione.
- Breccia verde d'Egitto o "breccia verde antica" (hecatontalithos)[5]. Si tratta di un conglomerato puddingoide su fondo verde (ma ne esiste anche una variante a fondo rosso), di origine metamorfica. Le cave sono due siti estrattivi nell'ambito del distretto estrattivo della basanite.
- Granito bianco e nero (marmor tiberianum)[6]. Si tratta di una quarzo-diorite di origine magmatica. Le cave delle due varietà conosciute ("granito bianco e nero di Santa Prassede", con colore più scuro, e "granito bianco e nero del Cairo", con colore più chiaro) si trovano presso il Uadi Barud, a circa 10 km a sud-est delle cave del granito del Foro, e sono di piccole dimensioni.

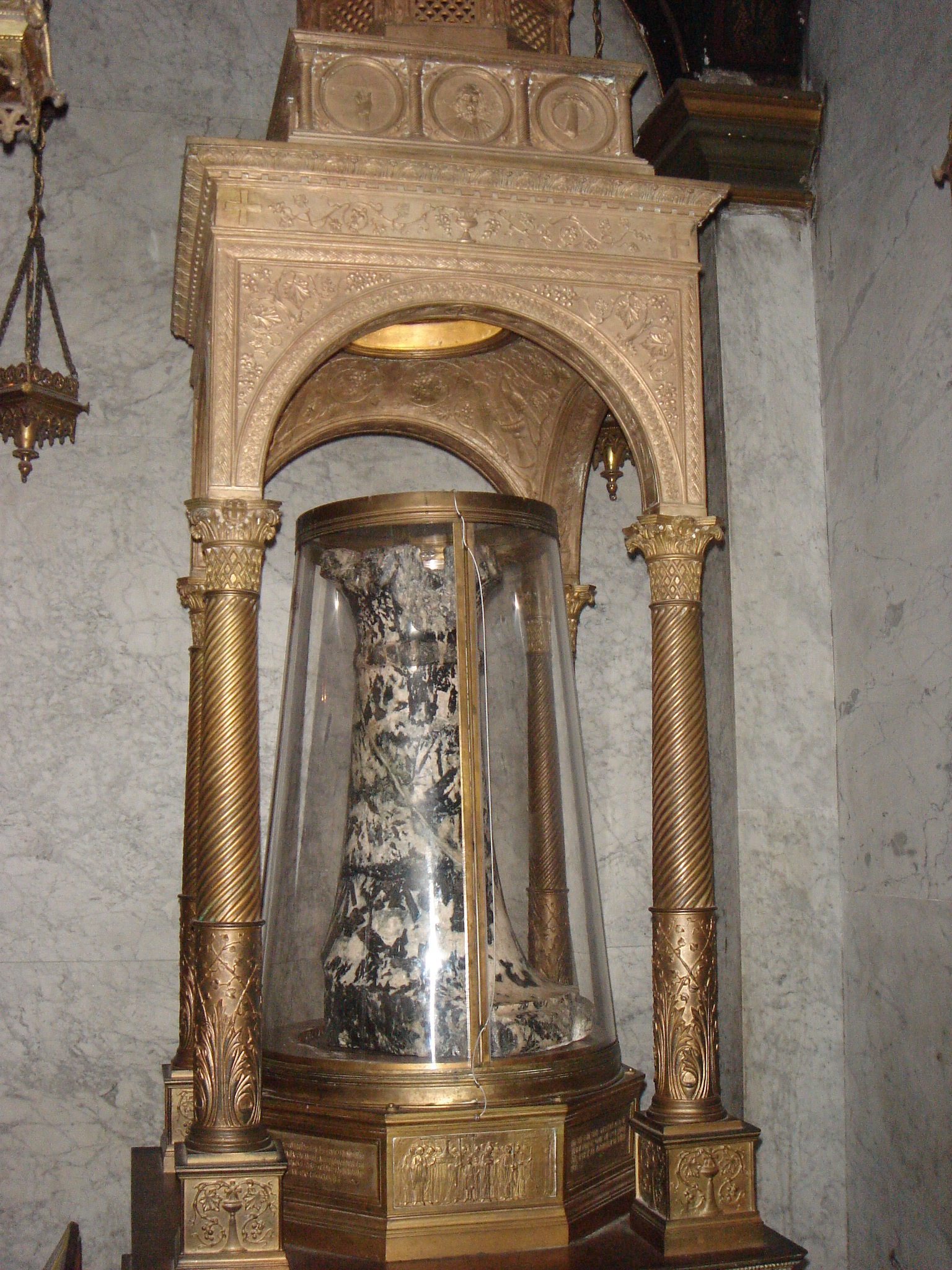
La colonna della flagellazione di Santa Prassede, da cui prende il nome il granito della Colonna

- Granito della Colonna. Si tratta di una gabbro-diorite di origine magmatica, le cui cave, di piccole dimensioni, si trovano presso il Uadi Umm Shegilat, nel deserto orientale egiziano, non lontano da quelle del porfido rosso. Presenta grandi cristalli neri allungati, prevalenti sul fondo bianco, a volte con sfumature rosate. Prende il nome da un trapezoforo (sostegno per tavolo) conservato nella cappella di San Zenone della chiesa di Santa Prassede a Roma, dove era ritenuto essere la colonna alla quale era stato legato Gesù Cristo nella flagellazione.
- Granito nero di Siene, o "granito nero egiziano", o, impropriamente, "diorite egiziana" (lapis thebaicus). Si tratta di una grano-diorite di origine magmatica. Le cave si trovano presso quelle del granito rosso, a sud di Assuan.
- Granito del Uadi Umm Fawakhir. Si tratta di una grano-diorite di origine magmatica. Le cave si trovano nel Uadi el-Sid, presso le cave di basanite. Si presenta con macchie rosate, nere e bianche, a grana variabile.
- Granito verde fiorito di bigio[7]. Si tratta di una quarzo-diorite di origine magmatica. Le cave si trovano nel Uadi Umm Balad, sulle pendici occidentali del Gebel Dokhan, presso le cave di porfido rosso. Presenta una grana fine ed omogenea e un colore verdastro, con zone tendenti al grigiastro o al brunastro.
- Granito verde plasmato[8]. Si tratta di un gabbro di origine magmatica. Le cave, suddivise in diversi luoghi estrattivi, si trovano presso il Uadi Maghrabya. Si presenta in varie tonalità di verde e di grana variabile.
- Granito verde della sedia di San Lorenzo[9] e granito verde della sedia di San Pietro, o "ofite" (lapis ophytes). Si tratta di un metagabbro di origine metamorfica. Le cave delle due varietà (distinte dalla grana più o meno fine), si trovano presso il Uadi Umm Wikala e il Uadi Semna, in un complesso di alture in antico chiamato Mons Ophyates, nel deserto orientale egiziano. Le due varietà prendono il nome dai tondi sui dossali dei troni episcopali cosmateschi delle basiliche di San Lorenzo fuori le mura e di San Pietro a Roma.
- Porfido serpentino nero. Si tratta di una trachi-andesite di origine magmatica. Le cave si trovano presso quelle del porfido rosso, sul Uadi Umm Towat, alle pendici sud-occidentali del Gebel Dokhan.
- Porfido verde egiziano (nome antico lapis hieracites)[10]. Variante con fondo verde scuro del porfido rosso, proveniente dalle medesime cave.
- Serpentina moschinata o "marmo verde ranocchia" (forse identificabile con il lapis batrachites).[11] Si tratta di una serpentinite di origine metamorfica. Le cave si trovano presso il Uadi Atallah, non lontano dal distretto estrattivo della basanite.

## Marmi africani
- Marmo giallo antico (marmor numidicum). Si tratta di un calcare cristallino (sparite). Le cave si trovano presso la città antica di Simitthus, oggi villaggio di Chemtou, in Tunisia.

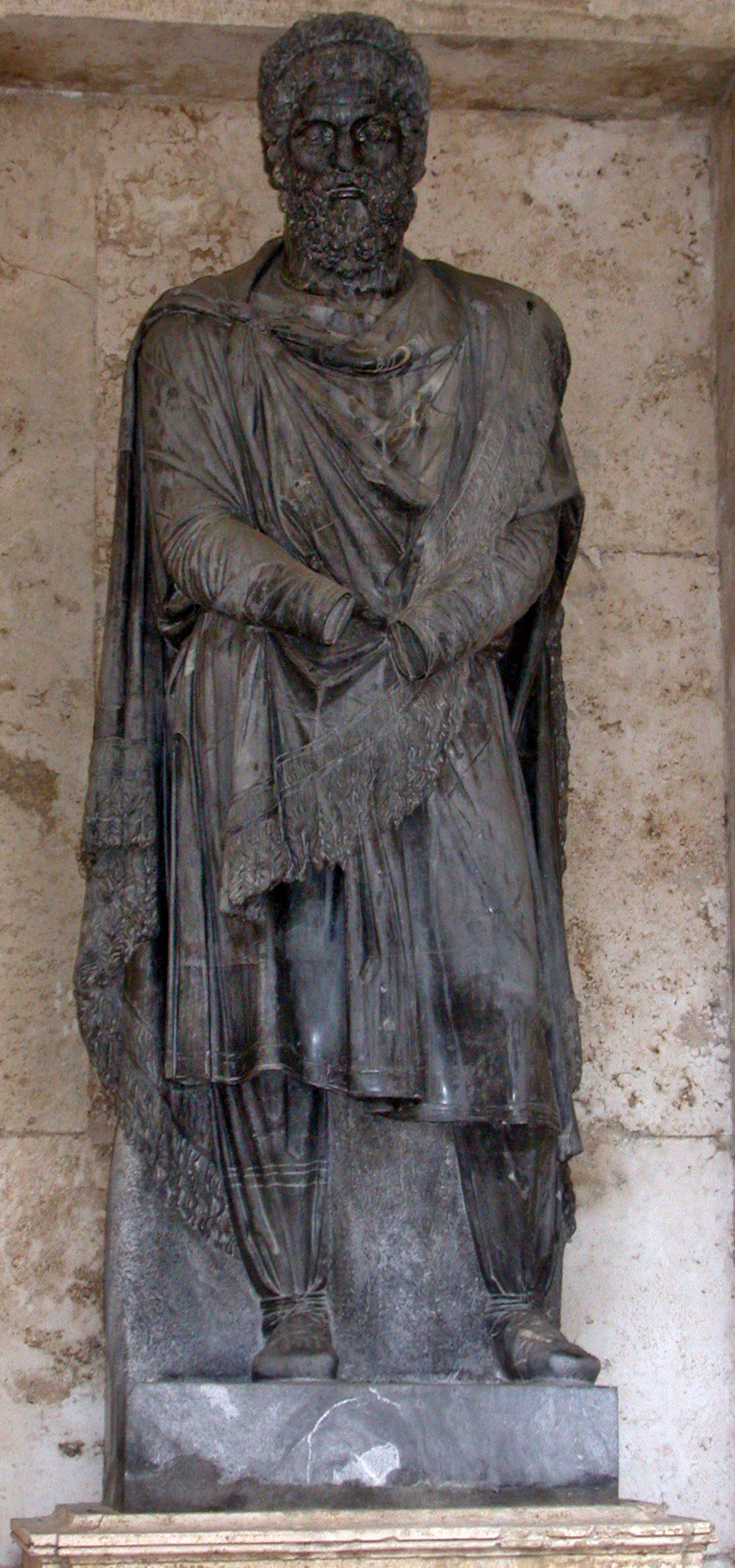
Statua di Dace in marmo bigio morato, nel cortile del Palazzo dei Conservatori (Musei Capitolini)

- Marmo bigio morato o marmo nero antico numidico (lapis niger). Si tratta di una biomicrite carboniosa con microforaminiferi e si presenta con tonalità nera intensa e grana finissima. Le cave si trovavano nella località di Ain el Ksir, non lontane da quelle del marmo giallo antico. Esistono anche altre varianti di marmo nero antico di altre provenienze.
- Alabastro a pecorella[12]. Si tratta di un alabastro travertinoso, con limotite ed ematite, e si presenta in due principali varianti: quella più comune con strati variamente ondulati di colore rosso cupo o giallo ocra, alternati a strati rosati (che a seconda del taglio si presenta a fasce o a macchie zonate e irregolari). Una seconda variante detta "alabastro a pecorella minuto" di colore rosso chiaro puntiforme su fondo biancastro che possono dare a seconda del taglio l'impressione di un vello di pecora. Le cave si trovano nella località di Ain Tekbalet, presso la città di Orano, in Algeria.

## Marmi dell'Asia Minore
- Marmo africano (marmor luculleum), cavato presso la città di Teos, vicino a Smirne. Si tratta di un marmo brecciato (breccia calcarea che ha subito un leggero metamorfismo) con fondo scuro, in genere nero, e clasti di varie dimensioni, di colore biancastro con sfumature rosate, o rosso, o anche nero e grigio. . La varietà bigia è invece un calcare cristallino dolomitico.

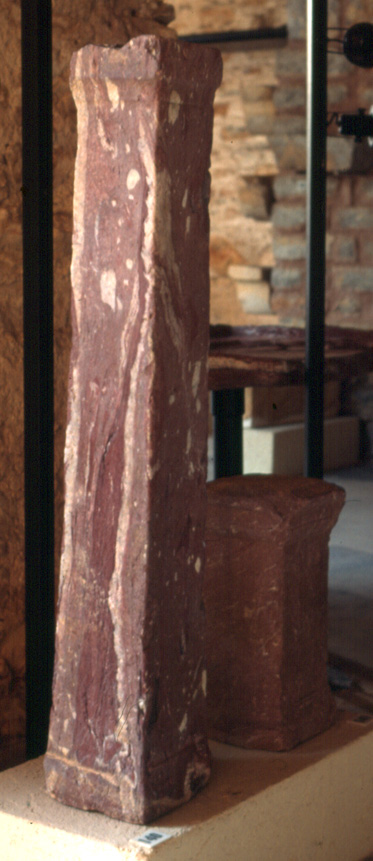
Cippi in marmo iassense nel museo di Iasos

- Marmo iassense o marmo cario o marmo cipollino rosso[13], cavato presso la città di Iasos sulla costa della Caria (tuttora commercializzato con il nome di "marmo rosso laguna"). Di origine metamorfica e classificabile come marmo impuro a ematite, ha grana fine e compatta, con fondo rosso cupo ed è noto in tre varietà: quella più nota presenta larghe fasce bianche o grigiastre. Più rare sono la varietà brecciata, con clasti biancastri o grigi di varie dimensioni, e la varietà rosso uniforme, che si distingue con difficoltà dal marmo rosso antico. È stata utilizzata localmente in epoca ellenistica e la sua esportazione a Roma e in altre località del Mediterraneo orientale si è diffusa in epoca severiana e fino all'epoca bizantina, in particolare con Giustiniano. È stata utilizzata in particolare per colonne e lastre di rivestimento.
- Alabastro fiorito (marmor hierapolitanum). Cave di alabastro fiorito (nome generico che indica alabastri calcarei di colore biancastro o giallo chiaro e con macchie a infiorescenze più scure) si trovano presso l'antica città di Hierapolis. Strabone ne indica un'introduzione in epoca augustea.
- Breccia corallina (marmor sagarium)[14]. Si tratta di una breccia calcarea con ematite, con cemento rosso corallo e con clasti di colore avorio (dismicrite), proveniente da cave nella Bitinia, presso il villaggio di Vezirhan (provincia di Bilecik). Altre cave nei pressi hanno prodotto le varietà della breccia nuvolata (con tonalità rosate e giallastre e "nuvole" rosate) e del brocatellone (con cemento dai toni brunastri e clasti giallastri o grigi). Esportata a Roma a partire dalla tarda età augustea, soprattutto per colonne e rivestimenti parietali.
- Granito violetto o "granito troadense" (marmor troadense)[15]. Si tratta di una quarzo-monzonite, con porfiroblasti (cristalli) di feldspato potassico e presenta un colore grigio chiaro, con cristalli bianchi o viola chiaro e piccole inclusioni nere; esiste anche una varietà con grana più fine e cristalli meno evidenti. Le cave si trovano sui fianchi del Çığrı Dağ, presso l'antica città di Neandria.
- Granito grigio misio. Si tratta di una grano-diorite anfibolica, con cristalli di orneblenda nera, e si presenta di colore grigio, con grana fine e uniforme. Le cave sono presso la città antica di Perperene, non lontana da Pergamo.
- Lapis sarcophagus. Andesite, ricavata da cave nella stessa città antica di Assos (oggi Behramkale, nella Troade), ma affioramenti della stessa pietra sono conosciuti anche nell'isola di Lesbo e presso Pergamo. Secondo Plinio[16] la pietra consumava in quaranta giorni i corpi dei defunti ad eccezione dei denti e questa credenza ne determinò la diffusione per la realizzazione di sarcofagi, in particolare nel II e III secolo, ma già prodotti localmente nel V secolo a.C. È una pietra dura e di difficile lavorazione, con fondo grigio-marrone e macchie grigio chiare o nere.
- Occhio di pavone (marmor triponticum)[17]. Calcare fossilifero con rudiste con cemento rosso chiaro ("occhio di pavone rosso") o violaceo ("occhio di pavone pavonazzo"), cavate e diffuse dal III secolo per piccole colonne, lastre di rivestimento, piccole vasche. Le cave si trovano presso il villaggio di Kutluca sulla strada tra Costantinopoli e Nicomedia presso il lago Sophon (oggi lago di Sapanca).

## Marmi della Grecia
- Marmo cipollino o cipollino verde (marmor carystium).
- Marmo rosso antico (marmor taenarium).
- Marmo portasanta o breccia di Aleppo (marmor chium).
- Marmo verde antico (marmor thessalicum).
- Porfido verde antico o serpentino (lapis lacedaemonius).
- Breccia di Settebasi o semesanto (marmor scyreticum).
- Marmo fior di pesco o marmo rosso di Eretria (marmor chalcidicum)
- Marmo nero antico tenario (lapis taenarius o lapis niger)

## Marmi della penisola iberica
- Broccatello di Tortosa
- Lumachella carnacina
- Marmo di Viana do Alentejo

## Marmi italiani
- Marmo Botticino;
- Marmo di Carrara;
- Marmo rosso di Cottanello;
- Marmo rosso di Levanto;
- Marmo rosso di Verona;
- Marmo verde di Prato o serpentino;
- Breccia medicea di Seravezza.

### Sui marmi colorati antichi in generale
- I marmi colorati presso i Romani sul sito dell'ICoN (Italian culture on the Net) del Ministero dell'Università e della Ricerca
- Schede e immagini di varietà di marmi colorati antichi nella collezione del Museo di storia naturale dell'Accademia dei Fisiocritici, di Siena.
- Collezione di marmi antichi presso il Museo di Mineralogia dell'Università di Roma I ("La Sapienza")
- Collezione T.Belli del Museo di Geologia dell'Università di Roma I ("La Sapienza")
- Collezione di marmi antichi[collegamento interrotto] nelle collezioni litomineralogiche dell'APAT (Agenzia per la protezione dell'ambiente e per i servizi tecnici), precedentemente del Servizio geologico nazionale.
- Schede sui marmi antichi sul sito di un opificio privato.
- Lito reperti dalle collezioni Pescetto e De Santis sul sito dell'Istituto Superiore per la Protezione e la Ricerca Ambientale.
- (EN) Collezione Corsi presso il Museo di Storia Naturale dell'Università di Oxford.

### Su cave o zone particolari
- (EN)  Archeologia geologica dell'Egitto di James A. Harrel, professore di geologia dell'Università di Toledo (Ohio). Nello stesso sito anche J.A. Harrell, L.Lazzarini, M.Bruno, Reuse of roman ornamental stones in medieval Cairo, Egypt in L.Lazzarini (a cura di) ASMOSIA VI. Interdisciplinary Studies on Ancient stone, Padova 2002.
- (EN) Bibliografia sulle cave del Mons Claudianus, su igl.ku.dk. URL consultato il 19 maggio 2007 (archiviato dall'url originale il 6 giugno 2007).
- (EN) Le cave del granito del Uadi Umm Fawakhir, su tms.org.
- (EN)  Ricognizione presso i siti estrattivi del granito verde della sedia di San Lorenzo e di San Pietro al Uadi Umm Wikala e al Uadi Semna.
- (FR) Missione archeologica francese presso le cave del granito verde fiorito di bigio al Uadi Umm Balad, su diplomatie.gouv.fr.